# 30955 Weiser
30955 Weiser è un asteroide della fascia principale. Scoperto nel 1994, presenta un'orbita caratterizzata da un semiasse maggiore pari a 3,1864852 UA e da un'eccentricità di 0,1750344, inclinata di 6,89572° rispetto all'eclittica.